# Polen ved vinter-OL 2018
Polen deltager i vinter-OL 2018 i Pyeongchang, Sydkorea i perioden 9. – 25. februar 2018.

## Deltagere
Følgende atleter vil deltage i nedennævnte sportsgrene: 
| Sportsgren            | Herrer | Damer | Total |
| --------------------- | ------ | ----- | ----- |
| Alpint skiløb         | 2      | 1     | 3     |
| Bobslæde              | 4      | 0     | 4     |
| Hurtigløb på skøjter  | 8      | 6     | 14    |
| Freestyle skiløb      | 0      | 1     | 1     |
| Kunstskøjteløb        | 1      | 1     | 2     |
| Kælk                  | 4      | 2     | 6     |
| Langrend              | 3      | 4     | 7     |
| Nordisk kombineret    | 4      | 0     | 4     |
| Short track skøjteløb | 1      | 2     | 3     |
| Skihop                | 5      | 0     | 5     |
| Skiskydning           | 2      | 5     | 7     |
| Snowboard             | 2      | 4     | 6     |
| Total                 | 36     | 26    | 62    |

## Medaljer
| 2018 Pyeongchang | Guld | Sølv | Bronze | Total |
| Polen            | 1    | 0    | 1      | 2     |

### Medaljevindere
| Medalje | Navn                                                  | Sport  | Event                           | Dato        |
| ------- | ----------------------------------------------------- | ------ | ------------------------------- | ----------- |
| Guld    | Kamil Stoch                                           | Skihop | Mændenes store bakke individuel | 17. februar |
| Bronze  | Maciej Kot Stefan Hula, Jr. Dawid Kubacki Kamil Stoch | Skihop | Mændenes store bakke hold       | 19. februar |